# Anne Bäbi Jowäger 2. Teil
Anne Bäbi Jowäger 2. Teil ist ein Heimatfilm aus dem Jahr 1961. Die Produktion aus der Reihe der Schweizer Gotthelf-Filme entstand unter der Regie von Franz Schnyder.

## Handlung
Anne Bäbi Jowäger ist zunächst nicht angetan von der Hochzeit ihres Sohnes Jakobli mit der mittellosen Waise Meyeli. Die liebenswürdige Art ihrer neuen Schwiegertochter belehrt sie aber eines Besseren und sie führt Meyeli auf den Bauernhof ein. Bald kommt ihr Enkel Köbeli auf die Welt. Als im Emmental die Diphtherie ausbricht, erkrankt auch ihr Enkel daran. Sie vertraut der Heilkunst von Vehhansli. Köbeli stirbt. Pfarrer und Dorfarzt ziehen Vehansli für diese und andere Behandlungen mit Todesfolge vor Gericht. Während des Prozesses kommen sich Sophie, die Tochter des Pfarrers, und der Arzt näher. Vehhansli kann sich einer Verurteilung entziehen, da er einflussreiche Verbündete im Gericht hat. Der Arzt verliert seine Glaubwürdigkeit. Die Bauern wenden sich gegen ihn.
Der Tod ihres Enkels hat Anne Bäbi hart getroffen. Als ihr der junge Vikar heftige Vorwürfe macht, versucht sie sich das Leben zu nehmen. Der Doktor kann sie vor dem Tod retten. Mit ihrem Mann Hansli zieht sie sich gebrochen zurück und überlässt den Hof ihrem Sohn. Jakobli ist jedoch überfordert und Meyeli wird durch die Magd Mädi drangsaliert. Da die Diphtherie immer noch wütet, wenden sich die Bauern verzweifelt dem Arzt zu. Ohne Unterlass pflegt er die Kranken und versorgt sogar den Sohn seines Gegenspielers. Er stirbt, bevor er Sophie heiraten kann. Die wieder schwangere Meyeli verliert die ganze Hoffnung. Jakobli gelingt es, seine Mutter aus der Teilnahmslosigkeit herauszureissen. Anne Bäbi übernimmt wieder die Zügel in die Hand und wendet das Blatt zum Guten.

## Produktion
Für die Verfilmung des zweiteiligen Romans Anne Bäbi Jowäger von Jeremias Gotthelf ging Franz Schnyder mit seiner Neuen Film AG eine Zusammenarbeit mit der Praesens-Film  von Lazar Wechsler ein. Ohne staatliche Unterstützung kam ein Budget von 1,2 Millionen Franken zusammen. Hans Rudolf Hubler schrieb die berndeutschen Dialoge.
Nach Aufnahme der Winterszenen dauerten die Dreharbeiten von Juni bis August 1960. Die Kulissen der Innenszenen baute Max Röthlisberger in der Chicorée-Halle in Alchenflüh bei Kirchberg und im Filmstudio Rosenhof in Zürich auf. In Burgdorf, Lützelflüh, Heimiswil, Solothurn, Egg, Würzbrunnen und Bad Bonn entstanden die Aussenaufnahmen. Gleichzeitig wurde auch der Vorgängerfilm Anne Bäbi Jowäger 1. Teil realisiert. Der Schauspieler Franz Matter war zudem Regieassistent.
Die Erstaufführung im Breitwandformat mit dem Untertitel Die Geschichte einer jungen Ehe fand am 24. März 1961 im Berner Kino Capitol und im Zürcher Kino Urban statt. Eine zufällig aufgefundene Filmkopie ermöglichte am 10. März 1985 die erstmalige Ausstrahlung im Schweizer Fernsehen.

## Kritik
„[...] Jakobli und Meyeli ist ein Film, der die Filmkunsttheater wegen seiner unbestreitbar kinematographischen Qualitäten interessieren müsste.“

„Zweiter Teil der Gotthelf-Verfilmung, die Kurpfuscherei und Scharlatanerie anprangert. Die Heimatfilm-Klischees des ersten Teils weichen einem tiefgründigen, dunklen Drama mit sehr poetischer 
Bildsprache.“